# Sipaliwini (distrikt)

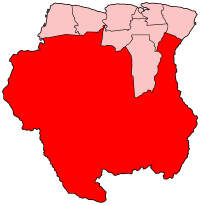
Distriktets läge.

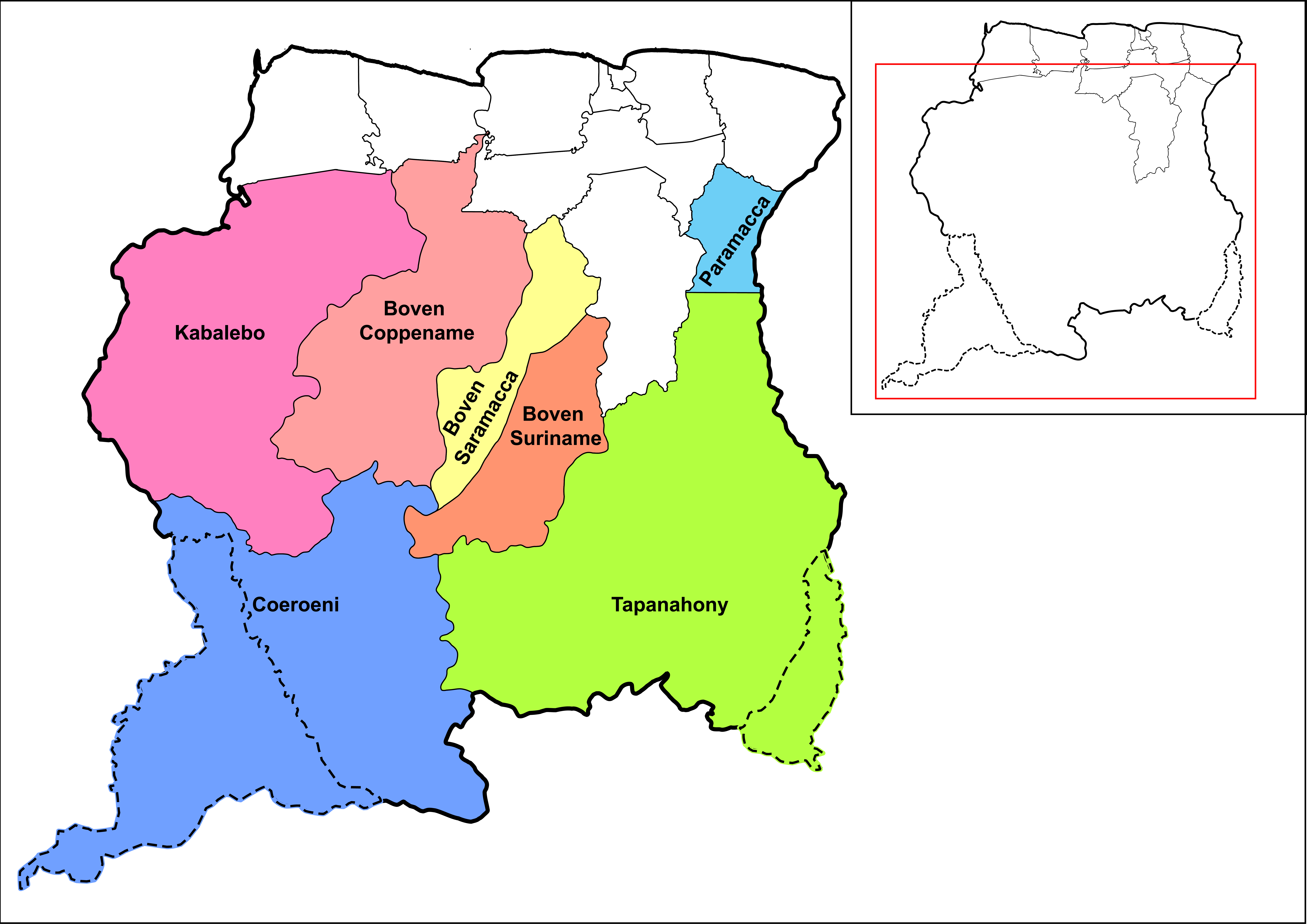
Distriktets resorter.

Distriktet Sipaliwini är ett av Surinams 10 distrikt.

## Geografi
Distriktet ligger i landets södra del, området har en yta på cirka 130 567 km² med cirka 34 200 invånare. Befolkningstätheten är mindre än 1 invånare/km².
Huvudorten är Sipaliwini men distriktet förvaltas från Paramaribo. Inom distriktet ligger Julianatop som med 1 280 meter är landets högsta berg.

## Förvaltning
Distriktet har ordningsnummer 9 och förvaltas av en distriktkommissarie (Districtscommissaris), ISO 3166-2-koden är "SR-SI".
Distriktet är sin tur indelat i 6 resorter (ressorten):
- Tapanahoni
- Boven-Suriname
- Boven-Saramacca
- Boven-Coppename
- Kabalebo
- Coeroenie